# Lewoingu
Lewoingu is een bestuurslaag in het regentschap Flores Timur van de provincie Oost-Nusa Tenggara, Indonesië. Lewoingu telt 682 inwoners (volkstelling 2010).